# Soulcalibur II
Soulcalibur II (ソウルキャリバーII?, Sourukyaribā Tsū) è un videogioco di tipo picchiaduro a incontri, seguito di Soulcalibur. Dopo aver lasciato il Sega Dreamcast, il terzo capitolo uscì nelle sale giochi nel 2002 ed in seguito su tutte le console a 128 bit, vale a dire il Nintendo GameCube, la PlayStation 2 e l'Xbox nel 2003. Il titolo è stato anche reso disponibile per i servizi online PlayStation Network e Xbox Live nel 2013 rinominato Soulcalibur II HD Online. 
È il terzo capitolo dell'omonima serie.

## Trama
La storia ruota ancora una volta attorno alla spada maledetta dagli incredibili poteri, la Soul Edge, capace, da sola, di far vincere ogni guerra a chi è degno di possederla.
Dopo gli eventi narrati nel primo Soulcalibur, Siegfried, il cavaliere alla ricerca dell'assassino del padre, è arrivato a brandire la spada, tuttavia, la malvagità che albergava nella sua anima ha avuto il sopravvento, rendendolo schiavo della Soul Edge. Trasformatosi così nel cavaliere azzurro, Nightmare, Siegfried ha iniziato a girare l'intera Europa per brandire altre anime con cui sfamare la sua interminabile sete di potere.
La spirale di morte a cui si è giunti ha fatto sì che molti valorosi guerrieri si mettessero in cammino alla ricerca dell'unica arma capace di fermare questo genocidio, la spada gemella, la Soulcalibur.

## Modalità di gioco
Il gioco si ripresenta con il gameplay del capitolo precedente, legato all'uso di quattro tasti: due per l'uso delle armi bianche (per la precisione uno per l'attacco orizzontale e l'altro per l'attacco verticale), uno per l'uso dei calci e l'ultimo per la parata. Ai restanti tasti è possibile assegnare delle combinazioni di tasti come quelli che si usano per effettuare le prese. Il sistema di combattimento è strutturato in stile "morra cinese" per cui spostamento, attacco verticale e attacco orizzontale hanno maggiore efficacia nei confronti di un'altra delle due mosse e minore nei confronti dell'altra. Lo schema su cui si basa questo è il seguente:
Spostamento --> Colpo Verticale --> Colpo Orizzontale --> Spostamento
Come nel vecchio capitolo è possibile deviare gli attacchi, finire fuori dal ring o spostarcisi all'interno dell'arena. A differenza di esso, però, l'arma non viene persa in combattimento ma viene mantenuta fino alla fine dello scontro.
Soulcalibur II presenta numerose modalità di gioco, che sono:
- Maestro d'armi: è la modalità in cui bisogna affrontare una sequenza di prove soddisfacendo determinati requisiti. Il superamento di ogni prova permette di ricavare del denaro con cui comprare nuovi costumi e armi potenziate per i vari personaggi del gioco
- Arcade: la modalità classica, dove si sfidano avversari in successione, fino allo scontro con il boss finale.
- Versus: la classica modalità per due giocatori.
- Allenamento: utile per allenarsi e mettere in pratica le mosse dei personaggi.
- Survival: una modalità in cui lo scopo principale è resistere il più al lungo possibile contro un numero illimitato di avversari.
- Battaglia a squadre: una modalità in cui permette di scegliere al massimo 3 personaggi per farli combattere contro altre squadre controllate dalla cpu.
- Modalità extra: le stesse modalità citate con prima l'unica differenza che si possono scegliere le armi sbloccate oltre a quelle normali.

## Personaggi
| Classici | Nuovi | Esclusivi                                                                             |
| --- | --- | ------------------------------------------------------------------------------------- |
| - Astaroth - Ivy - Kilik - Maxi - Mitsurugi - Nightmare - Taki - Voldo - Xianghua Da sbloccare - Cervantes - Lizardman - Seong Mi-na - Sophitia - Yoshimitsu Boss, non giocabile - Inferno | - Cassandra - Raphael - Talim - Yunsung Da sbloccare - Assassin - Berserker - Charade Solo nella versione casalinga - Necrid | - Heihachi Mishima per PS2 e PS3 - Link per GameCube - Spawn per Xbox, Xbox 360 e PS3 |

Per differenziare le tre versioni del gioco per le tre piattaforme dell'epoca, ognuna di esse conteneva un ulteriore personaggio esclusivo: la versione per PlayStation 2 poteva contare su Heihachi Mishima di Tekken (il primo personaggio in un Soulcalibur a non usare armi), quella per GameCube su Link della serie The Legend of Zelda mentre quella per Xbox su Spawn. Anche Necrid è un personaggio disegnato da Todd McFarlane.
Nella riedizione in HD uscita nel 2013 per PlayStation Network e Xbox Live sono presenti sia Heihachi che Spawn, mentre Link è assente.

## Colonna sonora
La colonna sonora di Soulcalibur II è composta da: Junichi Nakatsuru, Yoshihito Yano, Asuka Sakai, Rio Hamamoto, Ryuichi Takada e Junichi Takagi:

### Disco 1
Musiche di Junichi Nakatsuru, Yoshihito Yano, Asuka Sakai, Rio Hamamoto, Ryuichi Takada.
1. Under the Star of Destiny – 2:08 (musica: Junichi Nakatsuru)
2. History Unfolds (Character Select Screen) – 1:11 (musica: Junichi Nakatsuru)
3. Unwavering Resolve (Eurydice Shrine Theme) – 4:18 (musica: Junichi Nakatsuru)
4. Guided By Wind (Village of the Wind Theme) – 3:58 (musica: Rio Hamamoto)
5. Evil Reborn (Palgaea Shrine - Lowest Level Theme) – 3:38 (musica: Yoshihito Yano)
6. Raise Thy Sword (Osthreinsburg Chapel Theme) – 3:31 (musica: Yoshihito Yano)
7. Brave Sword, Braver Soul (Kaminoi Castle - Sakura-dai Gate Theme) – 3:42 (musica: Yoshihito Yano)
8. Chasing Death (Egyptian Ruins Theme) – 3:39 (musica: Junichi Nakatsuru)
9. Destiny Awaits No One (Imperial Capitol Ayutthaya Theme) – 3:45 (musica: Yoshihito Yano)
10. No Turning Back (South France Mansion - Library Theme) – 3:26 (musica: Rio Hamamoto)
11. Eternal Struggle (Pirate Alcove Theme) – 3:35 (musica: Junichi Nakatsuru)
12. Hubris (Xiwei Siege Ruins Theme) – 4:08 (musica: Junichi Nakatsuru)
13. Confrontation (Lakeside Coliseum Theme) – 3:56 (musica: Junichi Nakatsuru)
14. Sword of the Patriot (Hwangseo Palace - Phoenix Court Theme) – 4:12 (musica: Rio Hamamoto)
15. Ordinary Pain (Money Pit - Top Tier Theme) – 3:40 (musica: Asuka Sakai)
16. If There Were Any Other Way (Destined Battle Theme 1) – 3:27 (musica: Junichi Nakatsuru)
17. Nothing to Lose (Destined Battle Theme 2) – 3:30 (musica: Ryuichi Takada)
18. Hellfire (Tartaros Theme) – 4:00 (musica: Junichi Nakatsuru)
19. The Battle Ends – 0:38 (musica: Junichi Nakatsuru)
20. Slave of Desire – 0:37 (musica: Junichi Nakatsuru)
21. Burning Soul – 0:35 (musica: Junichi Nakatsuru)
22. The Journey Continues – 0:36 (musica: Junichi Nakatsuru)
23. Path of Destiny – 3:06 (musica: Junichi Nakatsuru)

Durata totale: 69:16

### Disco 2
Musiche di Junichi Nakatsuru, Asuka Sakai, Junichi Takagi.
1. Tales of Souls and Swords – 1:48 (musica: Junichi Nakatsuru)
2. Quest For Glory – 3:20 (musica: Junichi Nakatsuru)
3. Windshadow – 2:44 (musica: Asuka Sakai)
4. Maze of the Blade (Egyptian Crypt Theme) – 6:49 (musica: Junichi Nakatsuru)
5. Labyrinth of Moonlight (Labyrinth Theme) – 5:38 (musica: Asuka Sakai)
6. Whispers of the Sword – 1:05 (musica: Asuka Sakai)
7. Path of Destiny – 5:27 (musica: Junichi Nakatsuru)
8. Into the Whirlwind – 2:53 (musica: Junichi Nakatsuru)
9. Healing Winds – 2:38 (musica: Junichi Nakatsuru)
10. The Noble Blade – 0:57 (musica: Junichi Takagi)
11. Healing Winds (Reprise) – 3:17 (musica: Junichi Nakatsuru)
12. Hubris (Reprise) – 3:21 (musica: Junichi Nakatsuru)

Durata totale: 39:57